# Bafing-Falémé
Bafing – Falémé – du nom de deux cours d'eau, le Bafing et la Falémé – est une zone humide Ramsar du Foutah Djallon en république de Guinée, créée le 16 octobre 2007.  
C'est un vaste territoire vallonné, d'une superficie de 517 300 hectares, situé à une altitude comprise entre 800 et 1 000 m. Il comprend des forêts-galeries, des broussailles et des savanes arborées, ainsi que des plaines inondables à proximité du Bafing, qui descend du massif du Fouta Djallon pour devenir le fleuve Sénégal dans le nord-ouest du Mali. Cette  zone joue un rôle majeur dans l'hydrologie du fleuve et abrite plusieurs espèces menacées, telles que les chimpanzés, les lions ou les vautours. Les habitants pratiquent l'agriculture et l'élevage dans les plaines inondables.